# سندرم خرگوش
سندرم خرگوش (انگلیسی: Rabbit syndrome) یکی از انواع عوارض خارج هرمی نادر داروهای ضدروان‌پریشی است که طی آن، لرزش یا حرکت دورِ دهان با تواتر تقریبی ۵ هرتز مشاهده می‌شود. مشخصهٔ این سندرم، حرکات غیرارادی، منظم و ظریف دهان در یک سطح عمودی است، بدون آنکه زبان درگیر باشد. این سندرم معمولاً به‌دنبالِ سال‌ها مصرفِ اینگونه داروها رخ می‌دهد و احتمال وقوعش با داروهای قوی‌تر این خانواده نظیر هالوپریدول، فلوفنازین و پیموزاید بیشتر است. با احتمال کمتری نیز احتمال دارد با مصرفِ تیوریدازین، کلوزاپین، الانزاپین، آریپیپرازول و دوزهایِ کمِ ریسپریدون بروز کند.
این سندرم با تجویز داروهای آنتی‌کولینرژیک قابل درمان است و معمولاً چند روز پس از مصرف این داروها، برطرف می‌شود، اما با قطع آنتی‌کولینرژیک‌ها، ممکن است دوباره بازگردد. یک تدبیر درمانی دیگر آن است که به بیمار یک داروی ضدروان‌پریشی با خواص آنتی‌کولینرژیک زیاد تجویز شود.